# Claudia Giordani
Pour les articles homonymes, voir Giordani.
Claudia Giordani, née le 27 octobre 1955 à Milan, est une ancienne skieuse alpine italienne originaire de Sestrières.

## Palmarès

### Jeux olympiques
| Édition / Épreuve   | Descente | Slalom géant | Slalom |
| ------------------- | -------- | ------------ | ------ |
| JO 1976 Innsbruck   | —        | 13e          | Argent |
| JO 1980 Lake Placid | —        | 10e          | 5e     |

### Championnats du monde
| Épreuve / Édition                    | Descente | Slalom géant | Slalom | Combiné |
| Mondiaux 1974 Saint-Moritz           | Abandon  | Abandon      | 5e     | —       |
| JO 1976 Innsbruck                    | —        | 13e          | Argent | —       |
| Mondiaux 1978 Garmisch-Partenkirchen | —        | 16e          | 8e     | —       |
| JO 1980 Lake Placid                  | —        | 10e          | 5e     | —       |

### Coupe du monde
- Meilleur résultat au classement général : 8e en 1977 et 1980
  - 3 victoires : 1 géant et 2 slaloms

#### Saison par saison
- Coupe du monde 1973 :
  - Classement général : 22e
- Coupe du monde 1974 :
  - Classement général : 13e
    - 1 victoire en géant : les Gets
- Coupe du monde 1975 :
  - Classement général : 18e
- Coupe du monde 1976 :
  - Classement général : 11e
- Coupe du monde 1977 :
  - Classement général : 8e
    - 1 victoire en slalom : Maribor
- Coupe du monde 1978 :
  - Classement général : 37e
- Coupe du monde 1979 :
  - Classement général : 10e
- Coupe du monde 1980 :
  - Classement général : 8e
    - 1 victoire en slalom : Saalbach
- Coupe du monde 1981 :
  - Classement général : 21e

### Arlberg-Kandahar
- Meilleur résultat : 12e place dans le slalom 1978 à Saint-Gervais